# 阿克肖诺沃-济洛夫斯科耶
阿克肖诺沃-济洛夫斯科耶（羅馬化：Aksyonovo-Zilovskoye）是俄罗斯外贝加尔边疆区的市级镇，属车尔尼雪夫斯克区，位于外贝加尔边疆区中部，在区行政中心车尔尼雪夫斯克及边疆区首府赤塔东北方。设有铁路车站济洛沃站。
该地2021年人口有2,902人；2010年人口3,443；2002年人口4,283；1989年人口5,904。